# Panait Istrati
Panait Istrati (Brăila, 10 agosto 1884 – Bucarest, 16 aprile 1935) è stato uno scrittore romeno, di origine greca e di espressione francese e romena.

## Biografia
Figlio di una lavandaia, Joita Istrate, e di un contrabbandiere greco di Cefalonia. Suo padre, Gherasim Valsamis, venne ucciso dalla guardia costiera mentre Panait Istrati, che non lo incontrò mai, era ancora un bambino. Cresciuto nel villaggio di Baldovinești, dove ha frequentato la scuola elementare, si è poi guadagnato da vivere tra l'altro come apprendista presso un cabarettista, dove ha imparato a parlare greco, e presso una pasticceria albanese. È stato poi venditore ambulante, manovratore, fuochista a bordo di una nave della marina statale romena. Durante questo periodo, è stato un lettore compulsivo e onnivoro, e i suoi viaggi lo hanno portano a Bucarest, a Costantinopoli, al Cairo, a Napoli, a Parigi e a Losanna.
I suoi primi tentativi di pubblicare risalgono al 1907, quando mandò diversi articoli a riviste romeme. Alcune riviste socialiste come "România Muncitoare", "Dimineaţa", "Adevărul", e "Viaţa Socială" accettarono qualche racconto e articoli di critica. Nel 1916, diventò tubercolotico e si rifugiò in un sanatorio svizzero dove conobbe Josué Jéhouda, dal quale imparò il francese e l'amore per i romanzi di Romain Rolland, che fu suo modello e maestro di letteratura. Recuperate le forze, ha poi continuato le sue peregrinazioni in giro per il Mediterraneo e ha cominciato a scrivere in francese. Provò a mandare un suo manoscritto a Rolland, ma non ottenne risposta, poiché lo scrittore francese nel frattempo si era trasferito. Vagò dunque apolide per l'Europa durante la prima guerra mondiale.
Povero, malato e solo, tentò il suicidio a Nizza nel gennaio del 1921. Salvato dalla morte, gli venne trovata addosso una lettera non spedita a Romain Rolland che venne avvertito e gli rispose con una lettera di incoraggiamento, invitandolo a scrivere e a mandargli un suo romanzo. In questo modo pubblicò Kyra Kyralina (1923), Oncle Anghel (1924), Présentation des haïdoucs (1925) e Domnitza de Snagov  (1929), romanzi legati nel ciclo Récits d'Adrien Zograffi.

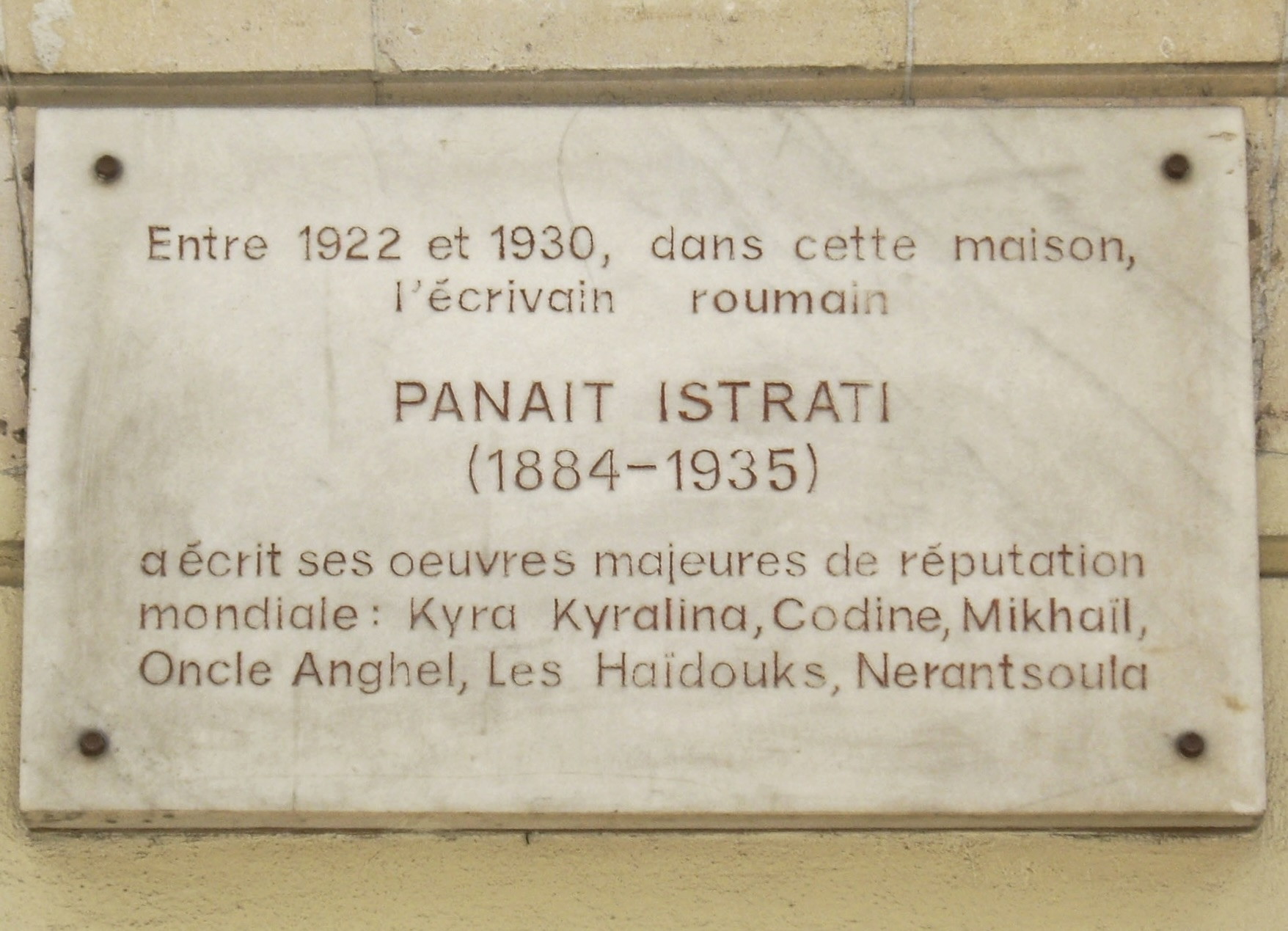
Targa commemorativa al n° 24 di Rue du Colisée a Parigi, dove Panait Istrati scrisse gran parte delle sue opere.

Ammiratore di Christian Georgievič Rakovskij, nel 1927, faceva parte del Partito comunista e visitò Mosca e Kiev insieme allo scrittore greco Nikos Kazantzakis, quindi tornò nuovamente in Unione Sovietica nel 1929. Durante questi soggiorni intuì dietro l'ipocrisia dell'accoglienza dei visitatori stranieri, la vera realtà della vita sotto la dittatura di Stalin, che lo ispirò a scrivere Vers l'autre flamme, confession pour vaincus, un libro in tre volumi scritto in collaborazione con Boris Souvarine e Victor Serge in cui vengono denunciate (sette anni prima di Retour d'URSS di André Gide), l'arbitrarietà e l'intransigenza del regime sovietico.
Seguì una campagna diffamatoria contro di lui da parte degli intellettuali del PCF, prima di tutti da Henri Barbusse. Malato e moralmente indebolito Istrati tornò in Romania, dove visse, tranne qualche stagione a Nizza per cercare di guarire dalla tubercolosi, fino alla morte riscrivendo i suoi romanzi dal francese al romeno. In questi ultimi anni, benché strettamente controllato dalla Siguranța, polizia segreta romena, pubblicò anche articoli di denuncia contro le ingiustizie sociali del suo tempo, per esempio sulla rivista Cruciada Românismului (che era legata a Mihai Stelescu). Morì in un sanatorio di Bucarest nel 1935, accusato dai comunisti d'essere "fascista" e dai fascisti di essere "trotskista" e "cosmopolitista". È sepolto nel cimitero di Bellu.
Figura abbastanza nota della letteratura tra le due guerre, Panait Istrati cadde poi in un oblio quasi totale per diversi decenni. Il suo lavoro venne vietato in Francia durante la seconda guerra mondiale e in Romania durante il regime comunista. Dal 1960 venne riscoperto e gradualmente ristampato in Francia con il nome francesizzato di Panaït Istrati. A Valence dal 1969 vengono pubblicati i Cahiers Panaït Istrati
Il'ja Grigor'evič Ėrenburg ne fa un ritratto nelle sue memorie.

## Opere

### Ciclo di Adrien Zograffi
- Kyra Kyralina, 1924
  - Kyra Kyralina. I racconti d'Adriano Zograffi, trad. G.F. Cecchini, Firenze: La voce, 1925
  - Kyra Kyralina, trad. Gino Lupi, Milano: Garzanti, 1947; con una nota di Goffredo Fofi, Milano: Feltrinelli, 1978; trad. rivista da Pino Fiori, ivi, 1996 ISBN 88-07-81038-7
- Oncle Anghel, 1924
- Présentation des haïdoucs, 1925
- Les Chardons du Baragan, 1928
  - I cardi del Baragan, a cura di Gianni Schilardi, Lecce: Argo, 2004 ISBN 88-8234-316-2
- Domnitza de Snagov, 1926

Infanzia di Adrien Zograffi
- Codine
  - Il bruto, trad. e postfazione di Goffredo Fofi, Roma: e/o, 1998 ISBN 88-7641-355-3
- Mikhaïl
- Mes départs, 1928
- Le Pêcheur d'éponges
  - Il pescatore di spugne, trad. F. e I. Latini, Milano: Carnaro, 1931

Vita di Adrien Zograffi
- La maison Thüringer, 1935
- Le Bureau de placement, 1933
- Méditerranée (Lever de soleil), 1934
  - Mediterraneo (al levar del sole), trad. Fernando Cezzi, Lecce: Argo, 1993 ISBN 88-86211-06-6
- Méditerranée (Coucher de soleil), 1935
  - Mediterraneo (al calar del sole), trad. Pamela Serafino, Lecce: Argo, 2006 ISBN 88-8234-353-7

### Altre opere
- La famille Perlmutter (con Josue Jehouda), 1927
  - La famiglia Perlmutter, trad. Alessandro Bresolin, Roma: Elliot, 2016 ISBN 978-88-6993-056-0
- Le Refrain de la fosse. Nerrantsoula, 1927
  - Da La famille Perlmutter: Isaac Perlmutter, in Isaac. L'uomo che intrecciava filo di ferro, trad. e cura di G. Schilardi; Lecce: Argo, 2013 http://www.argoeditrice.it/scheda1.asp?ProductID=444
  - Il ritornello della fossa, trad. Aldo Parini, Milano: Vitigliano, 1928
- Les Chardons du Baragan, 1928
- Tsatsa Minnka, 1931
- Ciulinii Bărăganului
- Le Pelerin du cœur, a cura di Alexandre Talex, 1984 ISBN 2-07-070135-2
- Œuvres complètes, prefazione di Joseph Kessel, 4 tomi, Gallimard, 1968-1977
- Œuvres, 3 voll., a cura di Linda Lê, Éditions Phebus, 2006 ISBN 978-2-7529-0134-7 ISBN 978-2-7529-0535-2 ISBN 978-2-7529-0167-5

Testimonianze
- Vers l'autre flamme après seize mois dans l'U.R.S.S., 1929; Gallimard, 1987 ISBN 2-07-032412-5
  - 1. Après seize mois dans l'U.R.S.S.
  - 2. Soviets 1929
  - 3. La Russie nue
    - Verso l'altra fiamma, a cura di Mihnea Popescu, Fiesole: Ecp, 1994 ISBN 88-09-14001-X
- Ma croisade ou notre croisade, 1941
- Correspondance intégrale Panaït Istrati-Romain Rolland, Valence: Fondation Panaït Istrati (Cahiers Panaït Istrati, 2-3-4), 1987
- Correspondance Panait Israti-A.-M. de Jong (1926-1935)[3], Valence: Fondation Panait Israti (Cahiers Panaït Istrati, 5), 1988